# Stearin

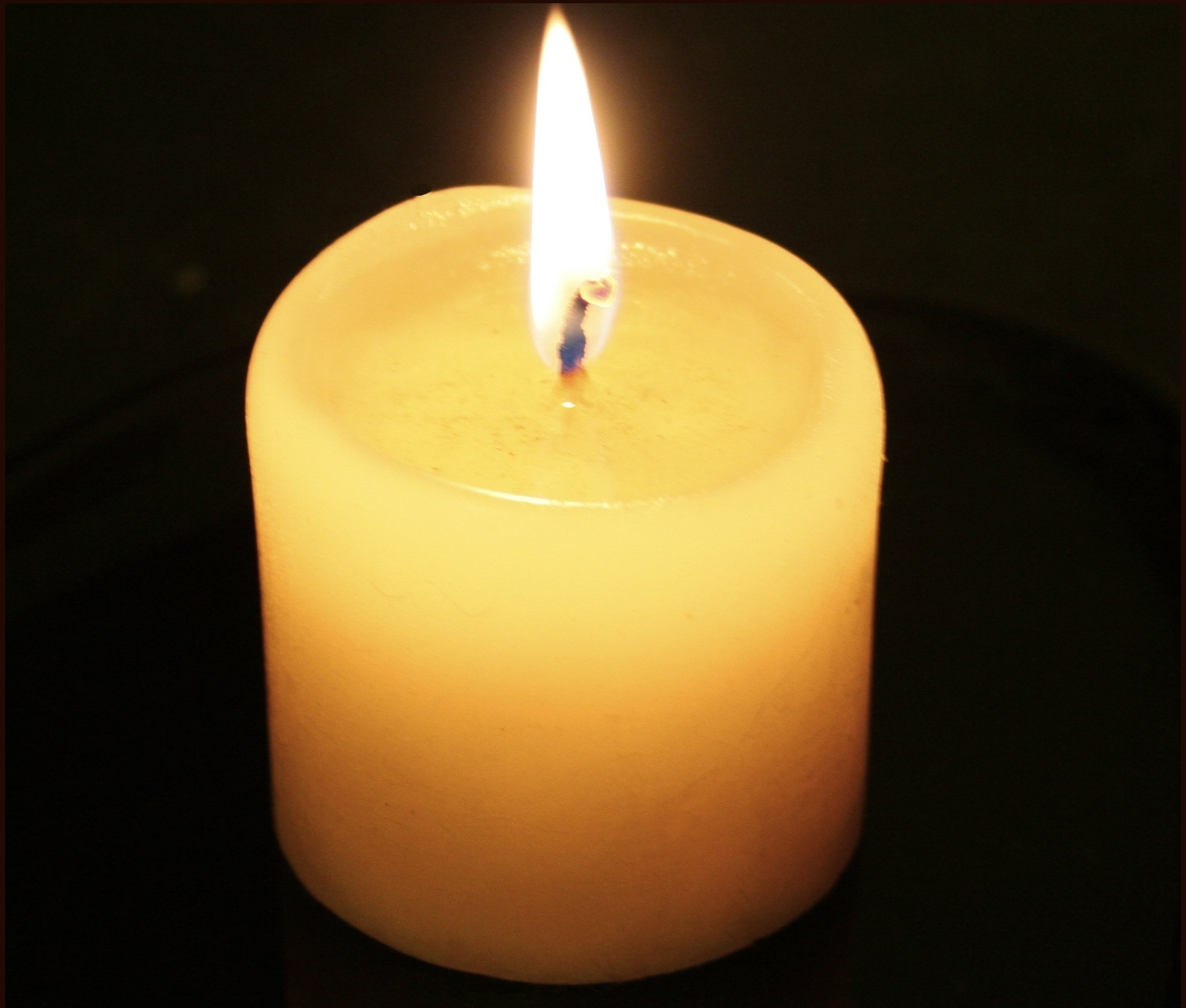
I levande ljus används stearin.

Stearin är en blandning av fettsyrorna stearinsyra (av summaformel C17H35COOH) och palmitinsyra, C15H31COOH. Det används bland annat i levande ljus ("stearinljus") och som del av kosmetika. Många levande ljus är däremot helt eller delvis tillverkade av paraffin.

## Framställning
Stearin framställs huvudsakligen genom hydrolys av animaliskt fett, men kan även framställas ur vegetabiliskt fett, såsom palmfett. Skillnaden mellan stearin och traditionell tvål är att tvål utgörs av natriumsalter av fettsyror, medan stearin utgörs av själva fettsyrorna.

## Användning

### Levande ljus
Stearin används huvudsakligen för framställning av levande ljus. Det var först år 1818 som Michel Eugène Chevreul fann att stearin var lämpligt för ljusframställning, och först efter fortsatt utveckling och patent 1825 började man omkring 1830 framställa ljus av stearin.
Numera används ofta paraffin, eller blandningar av paraffin och stearin, som råmaterial till levande ljus; "stearinljus" är en ofta förekommande synonym för levande ljus. Brinntiden för paraffinljus är kortare än för stearinljus av samma storlek, och ljusstyrkan är lägre. Paraffinljus blir dessutom lätt rinniga, vilket ger materialspill (dålig verkningsgrad).
Stearinet är fastare i konsistensen vid rumstemperatur än paraffin, är biologiskt nedbrytbart och anses ha en högre kvalitet än paraffinet. Stearin smälter vid temperaturer mellan 60 och 70 grader Celsius.
Eftersom stearin är en syra kan stearinljus i en mässingsstake så småningom ge en grön beläggning av korrosionsprodukter. Detta är sällan annat än ytligt och brukar gå att putsa bort utan alltför stort besvär.

### Annan användning
Stearin är en blandning av stearinsyra och palmitinsyra. Fördelningen är i regel cirka 65–72 procent av det förra och 28–35 procent av det senare. Detta kan jämföras med kakaosmör, som är glycerylestrar av en blandning av stearinsyra, palmitinsyra och oljesyra; både kakaosmör och stearin förekommer som beståndsdelar i kosmetika. Giftinformationscentralen i Sverige anger att stearinljus är ofarligt att förtära, något som även gäller färgade ljus.

## Annan betydelse
Stearin är också ett trivialnamn för glycerylstearat, en ester av stearinsyra. Detta ämne är ett fast fett som förekommer i exempelvis talg, men är inte det ämne som används i stearinljus.